# Nikołaj Pietruszyn
Nikołaj Aleksandrowicz Pietruszyn, ros. Николай Александрович Петрушин (ur. 4 czerwca 1979 w Leninogorsku, Tatarstan) – rosyjski skoczek narciarski, reprezentant Rosji na Zimowych Igrzyskach Olimpijskich 1998 w Nagano.
11 lutego 1998 podczas konkursu olimpijskiego na skoczni normalnej zajął 42. miejsce, a cztery dni później był 54. W konkursie drużynowym reprezentacja Rosji, w skład której poza Pietruszynem weszli także: Aleksandr Wołkow, Walerij Kobielew i Artur Chamidulin zajęła dziewiątą pozycję.

## Statystyki

### Igrzyska olimpijskie
| Rok i miasto | Miejsce                                                      |
| ------------ | ------------------------------------------------------------ |
| 1998, Nagano | 42. (skocznia normalna), 54. (skocznia duża), 9. (drużynowo) |